# Metriocnemus minutissimus
Metriocnemus minutissimus är en tvåvingeart som först beskrevs av Maurice Emile Marie Goetghebuer 1935.  Metriocnemus minutissimus ingår i släktet Metriocnemus och familjen fjädermyggor. Inga underarter finns listade i Catalogue of Life.